# Костадин Костов
Костадин Николаев Костов е български учител и революционер, деец на Българското възраждане в Източна Македония.

## Биография
Костадин Костов е роден в 1850 година в Мехомия, в Османската империя, днес в България. В 1873 година завършва Пловдивската семинария и работи като учител в Пазарджик до 1875 година. В 1875 година в Пазарджик влиза в местния революционен комитет, който го изпраща като учител в Радилово, където организира революционен комитет. При избухването на Априлското въстание с Георги Ангелов организират придвижването на милицията и населението от Радилово и околните села към Брацигово. Участва в отбраната на Брацигово като стотник и е началник на югозападния участък. При разгрома е заловен от властите. Освободен е в 1878 година при общата амнистия. Работи като учител в Мехомия в 1879, но се прехвърля в Свободна България и преподава в Бобошево — в 1880 и Дупница в 1881 1882 година. По-късно работи като чиновник във Видин. Участва като доброволец в Сръбско-българската война в 1885 година при отбраната на града.